# برونو گاگلیاسو
برونو گاگلیاسو (انگلیسی: Bruno Gagliasso؛ زادهٔ ۱۳ آوریل ۱۹۸۲) یک هنرپیشه اهل برزیل است.
از فیلم‌های او می‌توان به ماریگلا اشاره کرد.